# Canalou (Misuri)
Canalou es una ciudad ubicada en el condado de Nueva Madrid en el estado estadounidense de Misuri. En el Censo de 2010 tenía una población de 338 habitantes y una densidad poblacional de 646,05 personas por km².

## Geografía
Canalou se encuentra ubicada en las coordenadas 36°45′15″N 89°41′11″O / 36.75417, -89.68639. Según la Oficina del Censo de los Estados Unidos, Canalou tiene una superficie total de 0,52 km², todo tierra firme.

## Demografía
Según el censo de 2010, había 338 personas residiendo en Canalou. La densidad de población era de 646,05 hab./km². De los 338 habitantes, Canalou estaba compuesto por el 96,15% blancos, el 1,18% eran afroamericanos, el 0,89% eran amerindios y el 1,78% pertenecían a dos o más razas. Del total de la población el 0,59% eran hispanos o latinos de cualquier raza.